# Station Shoreditch High Street
Shoreditch High Street is een spoorwegstation van London Overground in Shoreditch, Londen. Het station ligt aan Bethnal Green Road nabij Shoreditch High Street. Het station ligt aan de East London Line in Travelcard Zone 1. Het station is gebouwd op de locatie van het vroegere goederenstation Bishopsgate als vervanging voor het dichtbijgelegen station Shoreditch dat gesloten werd in 2006.
Het station werd geopend op 27 april 2010 met diensten naar Dalston Junction en New Cross of New Cross Gate. Op 23 mei 2010 werd de dienst uitgebreid tot aan West Croydon of Crystal Palace.